# 玛达肋纳堂 (巴黎)
玛达肋纳堂（法語：Église de la Madeleine）是法国首都巴黎第八区的一座新古典主义風格天主教教堂，周围是52根高20米的科林斯圆柱，原来是为了纪念拿破仑军队的荣耀。玛达肋纳堂位于协和广场北侧皇家路（rue Royale）的北端尽头，东侧是芳登廣場，而西侧是圣奥斯定堂。在1991年，作為巴黎塞納河沿岸一部分被聯合國教科文組織列入世界文化遺產。

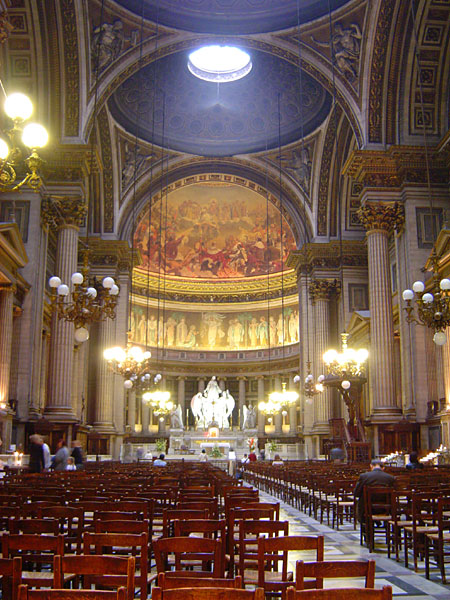
教堂内部

## 歷史
玛达肋纳堂的所在地自从腓力二世时期即属于巴黎主教，1182年，莫里斯主教没收了当地的犹太会堂，改为教堂，主保圣人是玛达肋纳。
在此重建教堂共经历两度曲折。1757年开始第一次设计，仿造荣军院的巴洛克教堂，在拉丁十字平面上安放圆形穹顶，1763年4月3日国王举行了奠基典礼，但是在1764年停工。1777年建筑师去世，他的学生决定重新开始，拆除未完成的建筑，缩短中殿，改为类似古罗马万神殿的更为集中的设计。法国革命开始后，只有基础和大柱廊已经完成，1797年唱诗班席位被拆毁，工程停止，进行关于建筑用途的辩论：图书馆、公共宴会厅或市场。在此期间，国民大会被安置在波旁宫。 1806年，拿破仑决定竖立一个纪念建筑“大軍團光荣庙”（Temple de la Gloire de la Grande Armée），已有的基础被拆毁，但是保留了立柱，重新开工。1808年凯旋门完成后，该庙的纪念意义减弱。
拿破仑倒台后，波旁王朝复辟时期，路易十八决定将这座建筑改为天主教堂，山墙上雕刻了《最后的审判》。七月王朝将此作为对革命悔改的民族和解的纪念物和殿。1837年曾有建议将其作为火车站使用，但最终还是在1842年祝圣为一座教堂。
祭坛上方的壁画题为“基督教历史”，表现基督教历史上的关键人物。
玛达肋纳堂属于本笃会，现在仍举行弥撒和时尚的婚礼。这座教堂有一台著名的管风琴。